# John H. Kelly
John Herbert Kelly (31 tháng 3 năm 1840 – 4 tháng 9 năm 1864) tại thời điểm thăng chức, là Chuẩn tướng trẻ nhất trong Quân đội Liên minh miền Nam. Anh trở thành một trong những vị tướng trẻ nhất chết trong Nội chiến Hoa Kỳ, ở tuổi 24. Cái chết của anh xảy ra khi đang giao tranh tại Franklin, Tennessee vào ngày 2 tháng 9 năm 1864, trong cuộc đột kích Tennessee của Thiếu tướng Joseph Wheeler vào tháng 8 và đầu tháng 9 năm 1864 hòng phá hủy tuyến đường sắt mà Thiếu tướng Quân đội Liên bang William Tecumseh Sherman đang sử dụng để tiếp tế cho đạo quân của ông từ Chattanooga, Tennessee trong Chiến dịch Atlanta.

## Thân thế và binh nghiệp
John Herbert Kelly chào đời năm 1840 tại quê nhà ở Carrollton, Alabama với cha là Isham Kelly và mẹ là Elizabeth Herbert. Cha của Kelly qua đời khi ở Cuba lúc John lên bốn tuổi, và mẹ anh mất ba năm sau đó. Người bà tên Harriet Herbert Hawthorne nhận trách nhiệm chăm sóc đứa cháu trai mồ côi này. Khi John khoảng mười bảy tuổi, anh được điều động tới West Point thông qua sự giúp đỡ của chú mình là Nghị sĩ  Philemon T. Herbert và một nghị sĩ họ hàng khác tên là William W. Boyce. Vài tháng trước khi tốt nghiệp vào năm 1861, bang Alabama quê hương của anh đã ly khai khỏi Liên bang. Nghe được tin này, Kelly bèn rời khỏi West Point và đi đến Montgomery.

## Tham gia Nội chiến
Vừa đặt chân đến Montgomery, Kelly liền gia nhập Quân đội Liên minh miền Nam với cấp bậc thượng úy. Sau đó, anh được điều động đến Đồn Morgan rồi lưu lại đây cho đến mùa thu năm 1861. Trong thời gian đó Kelly rời khỏi Đồn Morgan cùng với Chuẩn tướng William J. Hardee đến Missouri. Chính tại đây anh được bổ nhiệm làm đại úy và sĩ quan phụ tá trong bộ tham mưu của Hardee. Năm 1862, Kelly được cất nhắc làm thiếu tá Tiểu đoàn 9 Bộ binh Arkansas, do anh chỉ huy trong trận Shiloh. Một tháng sau Kelly trở thành đại tá chỉ huy Trung đoàn 8 Bộ binh Arkansas.
Tháng 10 năm đó anh có mặt tại trận Perryville. Sau đó vào năm 1862, anh tham chiến trong trận Murfreesboro và bị thương. Kelly chỉ huy một lữ đoàn lớn tại Chickamauga bao gồm Trung đoàn 5 Kentucky, 58 North Carolina, 63 Virginia và Trung đoàn 65 Bộ binh Georgia. Anh để mất 300 lính ở Chickamauga trong vòng một giờ. Cũng trong trận đánh này khi đang dẫn quân giao chiến, Kelly đã mất một con ngựa do bị bắn từ phía dưới chân mình. Vì lòng dũng cảm thể hiện trong trận Chickamauga nên các tướng Cleburne, Liddell và Preston mới xin thăng chức cho Kelly. Tướng Cleburne nói với Bộ trưởng Chiến tranh Liên minh miền Nam James Seddon về Kelly, "Tôi biết không có sĩ quan nào tốt hơn cấp bậc của anh ta trong quân ngũ". Ngày 16 tháng 11 năm 1863, John Kelly được thăng cấp chuẩn tướng ở tuổi 23. Lữ đoàn của Kelly là một trong những nhân tố chủ chốt trong trận Pickett's Mill dẫn đến chiến thắng của quân Liên minh miền Nam.

## Bị bắt và cái chết
Vào tháng 8 và tháng 9 năm 1864 Lữ đoàn của Kelly chiến đấu tại Franklin, Tennessee, trong cuộc đột kích của Wheeler vào tuyến tiếp tế bằng đường sắt của Sherman. Trong khi dẫn đầu cuộc tấn công trong trận giao tranh gần Franklin vào ngày 2 tháng 9, Kelly đã bị một xạ thủ bắn tỉa của quân Liên bang bắn trúng ngực. Kelly ngay lập tức được đưa đến Harrison House để các bác sĩ thăm khám. Trong lúc quân Liên minh miền Nam rút lui, vết thương của anh quá nặng không thể di chuyển và buộc phải bỏ lại để rồi bị quân Liên bang miền Bắc bắt giữ làm tù binh vào ngày 3 tháng 9. Kelly chết vào ngày hôm sau trên giường tại Harrison House.
John Herbert Kelly là một trong những vị tướng trẻ nhất chết trong Nội chiến ở tuổi 24.
Anh được chôn cất trong khu vườn của Harrison House ngay phía nam Franklin vào ngày qua đời. Người dân địa phương đã bỏ tiền ra mua cho Kelly một chiếc quan tài và bộ quần áo mới dùng để chôn cất anh, ngoại trừ chiếc áo khoác quân phục mà anh hay mặc khi qua đời. Sau đó vào năm 1866, thi hài của anh được chuyển đi và cải táng tại Nghĩa trang Magnolia ở Mobile, Alabama. Trại Cựu chiến binh Sons Of Confederate 1980 Gordo, Alabama được đặt tên này để vinh danh Kelly.